# Mirsharai Upazila
Mirsharai Upazila är ett underdistrikt i Bangladesh. Det ligger i den sydöstra delen av landet, 160 km sydost om huvudstaden Dhaka.
I omgivningarna runt Mirsharai Upazila växer huvudsakligen savannskog. Runt Mirsharai Upazila är det tätbefolkat, med 881 invånare per kvadratkilometer.